# Condado de Knox (Ohio)
O condado de Knox é um dos 88 condados do Estado estadounidense de Ohio. A sede do condado é Mount Vernon, e sua maior cidade é Mount Vernon. O condado possui um área de 1.371 km² (os quais 6 km² estão cobertos por água), a população de 60.921 habitantes, e a densidade de população é de 40 hab/km² (segundo censo nacional de 2010). Este condado foi fundado em 1808.

## Geografia
Segundo o Escritório do Censo, o condado tem uma área total de 1,373 km², da qual 1,360 km² é terra e 11 km² (0.8%) é água.

### Condados adjacentes
- Condado de Richland (norte)
- Condado de Ashland (nordeste)
- Condado de Holmes (nordeste)
- Condado de Coshocton (este)
- Condado de Licking (sul)
- Condado de Delaware (sudoeste)
- Condado de Morrow (noroeste)

## Demografia
Segundo o Escritório do Censo em 2010, os rendimentos médios por lar no condado eram de $45,645, e os rendimentos médios por família eram $55,881. Os homens tinham uns rendimentos médios de $41,762 em frente aos $30,836 para as mulheres. A renda per capita para o condado era de $21,204. Ao redor de 13.10% da população estavam por abaixo do ombreira de pobreza.

## Municipalidades

### Cidades
| - Mount Vernon |

### Villas
| - Centerburg - Danville - Fredericktown | - Gambier - Gann | - Martinsburg - Utica |

### Lugares designados pelo censo
| - Apple Valley - Bladensburg | - Howard |

### Municípios
O condado de Knox está dividido em 22 municípios:
| - Berlin - Brown - Butler - Clay - Clinton - College - Harrison | - Hilliar - Howard - Jackson - Jefferson - Middlebury - Milford - Miller | - Monroe - Morgan - Morris - Pike - Pleasant - Union - Wayne |